# Hiroyuki Nishimura
Hiroyuki Nishimura (西村 博之, Nishimura Hiroyuki), né le 16 novembre 1976, est le fondateur et ancien administrateur du site 2channel.
Depuis le 21 septembre 2015, il est le propriétaire du site 4chan,.

## Biographie
Hiroyuki Nishimura nait à Sagamihara dans la préfecture de Kanagawa mais grandit à Tokyo. En mai 1999, pendant qu’il est étudiant à l’université du centre de l'Arkansas, il crée le site 2channel.